# Christian Kunz
Christian Kunz (* 13. Oktober 1927 in Linz; † 12. April 2020 in Vöcklabruck) war ein österreichischer Virologe und Entwickler eines Impfstoffes gegen die „Zeckenkrankheit“ Frühsommer-Meningoenzephalitis (FSME). 
Kunz absolvierte ein Medizinstudium in Innsbruck und Wien. 1954 promovierte er und trat in das Hygiene-Institut der Universität Wien ein. 1957 hielt er sich für mehrere Monate zu Studienzwecken in Freiburg, Tübingen und Marburg auf und 1961/62 zu einem Forschungsaufenthalt an den Rockefeller Laboratories in New York. 1967 wurde ihm der Kardinal-Innitzer-Preis verliehen. 1971 wurde er ordentlicher Professor und Leiter des neu gegründeten Virologie-Instituts in Wien. 1996 emeritierte er. In der Zeit von 1971 bis 1973 entwickelte er mit seinem Team einen FSME-Impfstoff, den er dank der Firma Immuno AG 1976 auf den Markt brachte. Seine Urne wurde in Vöcklabruck beigesetzt.
Er erhielt 2006 die Loeffler-Frosch-Medaille der Gesellschaft für Virologie.